# Расточно
Расточно (слч. Ráztočno) насељено је мјесто са административним статусом сеоске општине (слч. obec) у округу Прјевидза, у Тренчинском крају, Словачка Република.

## Становништво
| Година:    | 1994. | 2004.   | 2014.   | 2024.   |
| ---------- | ----- | ------- | ------- | ------- |
| Број људи: | 1173  | 1237    | 1216    | 1238    |
| Разлика:   |       | +5,45 % | -1,69 % | +1,80 % |

| Година:    | 2023. | 2024.   |
| ---------- | ----- | ------- |
| Број људи: | 1247  | 1238    |
| Разлика:   |       | -0,72 % |

Према подацима о броју становника из 2011. године насеље је имало 1.247 становника.